# Mizan Mehari
Mizan Mehari, född 28 januari 1980, död 10 maj 2007, var en friidrottare från Australien. Han deltog vid olympiska sommarspelen 2000.